# Sabine Pfeiffer (Soziologin)

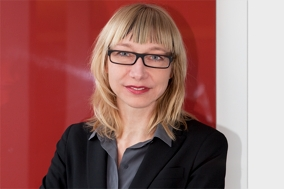
Sabine Pfeiffer 2013

Sabine Pfeiffer (* 1966 in Unna, Nordrhein-Westfalen) ist eine deutsche Soziologin mit Schwerpunkt Arbeitssoziologie. Seit 2018 lehrt sie als Professorin an der Friedrich-Alexander-Universität Erlangen-Nürnberg.

## Biografie
Sabine Pfeiffer besuchte die neusprachlichen Gymnasien auf Frauenchiemsee und in Fürth. Nach der Mittleren Reife absolvierte sie von 1983 bis 1986 eine Ausbildung zur Werkzeugmacherin in Fürth. Über verschiedene berufliche Stationen, unter anderem technischen Support und Training für CNC-gesteuerte Werkzeug- und 3D-Messmaschinen sowie die Leitung der Qualitätssicherung, qualifizierte sie sich für eine Weiterbildung über den zweiten Bildungsweg. Das Fachabitur machte sie 1992, 1994 kam die Einstufungsprüfung an der Fernuniversität Hagen. Dort begann sie mit 2. Semester Magister im Hauptfach Soziologie.

## Wissenschaftlicher Werdegang
Von 1992 bis 1994 studierte Pfeiffer Produktionstechnik an der Fachhochschule Ulm. Während dieses Studiums war sie Stipendiatin der Hans-Böckler-Stiftung. Ab 1994 belegte sie den Magisterstudiengang Soziologie an der Fernuniversität Hagen mit den Nebenfächern Philosophie und Psychologie. Die Magisterarbeit von 1998 behandelt das Thema Arbeit und Internet am Beispiel des Informationbroking. Sie erschien 1999 unter dem Titel Dem Spürsinn auf der Spur. 2003 promovierte sie, neben ihrer Tätigkeit beim Institut für Sozialwissenschaftliche Forschung (ISF München), bei Uwe Schimank und Wieland Jäger an der Fernuniversität Hagen über Arbeitsvermögen und reflexive Informatisierung.
Nach dem Studium arbeitete Pfeiffer als freiberufliche Soziologin in München. Von 2000 bis 2010 war sie als wissenschaftliche Mitarbeiterin am außeruniversitären ISF München beschäftigt, bei dem sie Vorstandsmitglied war. Dort führte sie zahlreiche empirische Forschungsprojekte zum Wandel von Arbeit durch. Pfeiffer erlangte mit ihrer Habilitationsschrift vom Dezember 2008 „Leib – Stoff – Dialektik. Skizzen eines allgemeinsoziologischen Forschungsprogramms aus der Perspektive von Arbeit“ die allgemeine Venia Legendi für Soziologie an der Fernuniversität Hagen im Fachbereich Kultur- und Sozialwissenschaften. Von September 2010 an war sie Professorin für „Innovation und kreative Entwicklung“ an der Hochschule München, im April 2014 wurde sie zur Professorin für Soziologie an der Universität Hohenheim ernannt. Ende 2017 nahm sie den Ruf der Friedrich-Alexander-Universität Erlangen-Nürnberg auf die W3-Professur für Soziologie mit dem Schwerpunkt Technik – Arbeit – Gesellschaft an.
2020 war sie Gründungsmitglied im Rat der Arbeitswelt des Bundesarbeitsministeriums. 2023 wurde sie Mitglied des Direktoriums des Bayerischen Forschungsinstituts für Digitale Transformation (bidt).

## Forschungsschwerpunkte
„Arbeit ist meine Profession“ und „Es gibt nichts Sozialeres als Arbeit“. Pfeiffer beschäftigt sich mit dem Zusammenspiel von Mensch, Technik und Organisation. Für sie ist Arbeit ein zentraler Teilhabe- und Vergemeinschaftungsmodus der Gesellschaft. Sie forscht und lehrt deshalb unter verschiedenen Perspektiven dieses Aspekts. Die konzeptionellen und empirischen Arbeiten haben einen arbeits- und industriesoziologischen Schwerpunkt mit Anleihen in der Technik-, Organisations- und Wissenssoziologie. Ihre Forschungen beziehen sich aber auch auf den Wandel von Arbeit und Informatisierung sowie auf Innovationsprozesse und auf Ernährungsarmut.
Die Schwerpunkte sind unter anderem:
- Erfahrung, Arbeitsvermögen und Qualifizierung
- Soziale Innovation, Komplexität und Nachhaltigkeit
- Informatisierung, Technologie und Web 2.0

### Arbeitsvermögen
Arbeitsvermögen ist ein zentrales Konzept in den Arbeiten von Pfeiffer. Die theoretische Grundlegung erfolgte 2003 in der gleichnamigen Dissertation. Arbeitsvermögen umfasst die qualitative Seite der Arbeitskraft als informelle und implizite Fähigkeiten des Menschen (z. B. Erfahrungswissen). Als analytische Kategorie dient Arbeitsvermögen dazu, die immaterielle Seite der Arbeit, beispielsweise bei der Wissensproduktion, empirisch zu erfassen.

### Innovation
Für soziale Innovationen ist die Gestaltung der Arbeitsbeziehungen wesentlich. Im Rahmen dieses Schwerpunkts geht es auch in der Lehre (Management Sozialer Innovationen) nicht nur um Widersprüchlichkeiten der Entwicklung von „Prozessen die Produktion, Distribution und Konsumtion von Waren“ durchlaufen, sondern auch um den notwendigen gesellschaftlichen Gestaltungsauftrag.

### Informatisierung und Web 2.0
Ein besonderer Schwerpunkt, vor allem im Zusammenhang mit den empirischen Forschungen am ISF, ist die Frage der Informatisierung und der Social Media unter dem Schlagwort Web 2.0. Die starke Prägung des Wandels moderner Arbeit oder auch von Wissensarbeit durch Informationstechnologien spiegelt sich hier wider.

## Ausgewählte Veröffentlichungen
Bücher (Monographien)
- Digitalisierung als Distributivkraft. Über das Neue am digitalen Kapitalismus (PDF; 3,8 MB, Open Access), transcript Verlag, Bielefeld 2021. ISBN 978-3-8394-5422-0.
- Montage und Erfahrung. Warum Ganzheitliche Produktionssysteme menschliches Arbeitsvermögen brauchen. (PDF; 607 kB) Hampp, München/Mering 2007. ISBN 978-3-86618-196-0
- Arbeitsvermögen. Ein Schlüssel zur Analyse (reflexiver) Informatisierung. Verlag für Sozialwissenschaften, Wiesbaden 2004. ISBN 978-3-531-14226-5 (Dissertation)
- Dem Spürsinn auf der Spur. Subjektivierendes Arbeitshandeln an Internet-Arbeitsplätzen am Beispiel Information-Broking. (PDF; 752 kB) Hampp, München/Mering 1999 (Magisterarbeit)

Bücher (Mitherausgeberin)
- Wilfried Adami, Christa Lang, Sabine Pfeiffer, Frank Rehberg (Hrsg.): Montage braucht Erfahrung. Erfahrungsgeleitete Wissensarbeit in flexiblen Montagesystemen. Hampp, München/Mering 2008.
- Hans G. Bauer, Fritz Böhle, Claudia Munz, Sabine Pfeiffer, Peter Woicke: Hightech-Gespür. Erfahrungsgeleitetes Arbeiten und Lernen in hoch technisierten Arbeitsbereichen. Aktualisierte und ergänzte Fassung der Erstauflage von 2002. W. Bertelsmann, Bielefeld 2006.
- Andrea Baukrowitz, Thomas Berker, Andreas Boes, Sabine Pfeiffer, Rudi Schmiede, Mascha Will (Hrsg.): Informatisierung der Arbeit – Gesellschaft im Umbruch. Edition Sigma, Berlin 2006.
- Fritz Böhle, Sabine Pfeiffer, Nese Sevsay-Tegethoff (Hrsg.) (2004): Die Bewältigung des Unplanbaren. Verlag für Sozialwissenschaften, Wiesbaden 2004.

Aufsätze
- Web, Wert und Arbeit. In: Ulrich Dolata, Jan-Felix Schrape (Hrsg.): Internet, Mobile Devices und die Transformation der Medien. Radikaler Wandel als schrittweise Rekonfiguration. Edition Sigma, Berlin 2013, S. 177–198.
- Wissenschaftliches Wissen und Erfahrungswissen, ihre Bedeutung in innovativen Unternehmen und was das mit (beruflicher) Bildung zu tun hat. In: Eva Kuda, Bernd Kaßebaum, Georg Spöttl, Jürgen Strauß (Hrsg.): Akademisierung der Arbeit: Hat berufliche Bildung noch eine Zukunft? VSA, Hamburg 2012, VSA, S. 203–219.
- Sabine Pfeiffer, Petra Schütt, Daniela Wühr (2012): Vom schweren Loslassen: Unternehmen in der Umsetzung von Enterprise 2.0. In: Tabea Beyreuther, Katrin Duske, Christian Eismann, Sabine Hornung, Frank Kleemann (Hrsg.): consumers@work: Zum neuen Verhältnis von Unternehmen und Usern im Web 2.0. Campus, Frankfurt/M., New York 2012, S. 53–63.
- Fritz Böhle, Sabine Pfeiffer, Stephanie Porschen, Nese Sevsay-Tegethoff (2011): Herrschaft durch Objektivierung. Zum Wandel von Herrschaft im Unternehmen. In: Wolfgang Bonß, Christoph Lau (Hrsg.): Macht und Herrschaft in der reflexiven Moderne. Velbrück, Weilerswist 2011, S. 244–283
- Hunger in der Überflussgesellschaft. (PDF; 1,8 MB) In: Stefan Selke (Hrsg.): Kritik der Tafeln in Deutschland: Standortbestimmungen zu einem ambivalenten sozialen Problem. Verlag für Sozialwissenschaften, Wiesbaden 2010, S. 91–107.
- Wieland Jäger, Sabine Pfeiffer: „Die Arbeit ist das lebendig gestaltende Feuer“ – Der Marxsche Arbeitsbegriff und Lars Clausens Entwurf einer modernen Arbeitssoziologie. (PDF; 1,5 MB) In: Arbeit (Zeitschrift für Arbeitsforschung, Arbeitsgestaltung und Arbeitspolitik), Jg. 5, Heft 2, 1996, S. 223–247.

## Zitate und Einzelnachweise
1. ↑  Lehre. sabine-pfeiffer.de, abgerufen am 3. Januar 2018.
2. ↑  Fabienne Melzer: Die praktische Soziologin. In: Magazin Mitbestimmung. Hans-Böckler-Stiftung, Mai 2022, abgerufen am 1. Juni 2022.
3. ↑  Personalmeldungen Dezember 2017. Friedrich-Alexander-Universität Erlangen-Nürnberg, 18. Dezember 2017, abgerufen am 3. Januar 2018.
4. ↑  Alfons Frese: Elf Helfer für Heil. In: Der Tagesspiegel. 20. Februar 2020, abgerufen am 16. August 2020.
5. ↑  Sabine Pfeiffer ist neues bidt-Direktoriumsmitglied. In: www.bidt.digital. 22. Februar 2023, abgerufen am 7. Juni 2025.
6. ↑  Homepage von Sabine Pfeiffer unter https://www.sabine-pfeiffer.de
7. ↑  Anmerkung im Rahmen eines Vortrags während der Kooperationstagung "Zusammenarbeit 2.0" vom 23./24. Juni 2014 in Tutzing.

Zitate:
1. ↑  "Die Gestaltung besserer Arbeitsbedingungen ist dabei nicht nur eine normative Frage, sondern eine gesellschaftlich notwendige Herausforderung" (Sabine Pfeiffer unter https://www.sabine-pfeiffer.de/soziale-innovation-komplexitaet-nachhaltigkeit).